# Stizus raddei
Stizus raddei  (лат.) — вид песочных ос из подсемейства Bembicinae (триба Stizini). Средняя Азия: Узбекистан, Таджикистан, Туркменистан. Длина около 1,5 см (от 13 до 16 мм). Грудь полностью чёрная. 2-й и 3-й тергиты брюшка чёрные с мелкими белыми пятнами по бокам. Крылья тёмно-коричневые. Усики самцов состоят из 13 сегментов. Внутренние края глаз субпараллельные (без выемки). Брюшко сидячее (первый стернит брюшка полностью находится под тергитом). В переднем крыле три кубитальные ячейки. Гнездятся в земле. Вид был впервые описан в 1889 году австрийским энтомологом Антоном Хандлиршом (Anton Handlirsch, 1865—1935) по самцам и за последующие более чем сто лет самки не были найдены
.